# ヨン・メルベリ
- ジョン・メルベリ

ヨン・オロフ・メルベリ（John Olof Mellberg, 2006年7月30日 -）は、イングランド・バーミンガム出身のスウェーデン人サッカー選手。オーストリア・ブンデスリーガ・レッドブル・ザルツブルク所属。ポジションはDF。

## 来歴
9歳の時にIFブロマポイカルナのユースチームに入団。2023年にトップチームに昇格。4月8日のマルメFF戦でベンチ入りするも、出場には至らず。
2023年6月19日、レッドブル・ザルツブルクへの移籍が決まり、2026年までの契約を締結。加入1年目の2023-24シーズンは、傘下のFCリーフェリングでプレー。翌2024年8月にトップチーム昇格が決まり、2028年までの契約延長に合意した。

## 代表経歴
2022年より、各ユース世代のスウェーデン代表に招集されている。

## 人物
父は元スウェーデン代表のオロフ・メルベリで、ヨンは父がアストン・ヴィラFCでプレーしていた2006年にバーミンガムで生まれた。現在はIFブロマポイカルナの監督を務めている。